# 李桂春
李桂春（1885年—1962年），藝名小達子，河北人，河北梆子、京劇演員，工生行。
以京劇在上海走紅，兒子李少春、孫李寶春也都工文武老生。
中華人民共和國成立后，曾任河北梆子劇院副院長。